# Wöschbach
Wöschbach is een plaats in de Duitse gemeente Pfinztal, deelstaat Baden-Württemberg, en telt 3000 inwoners (2007).

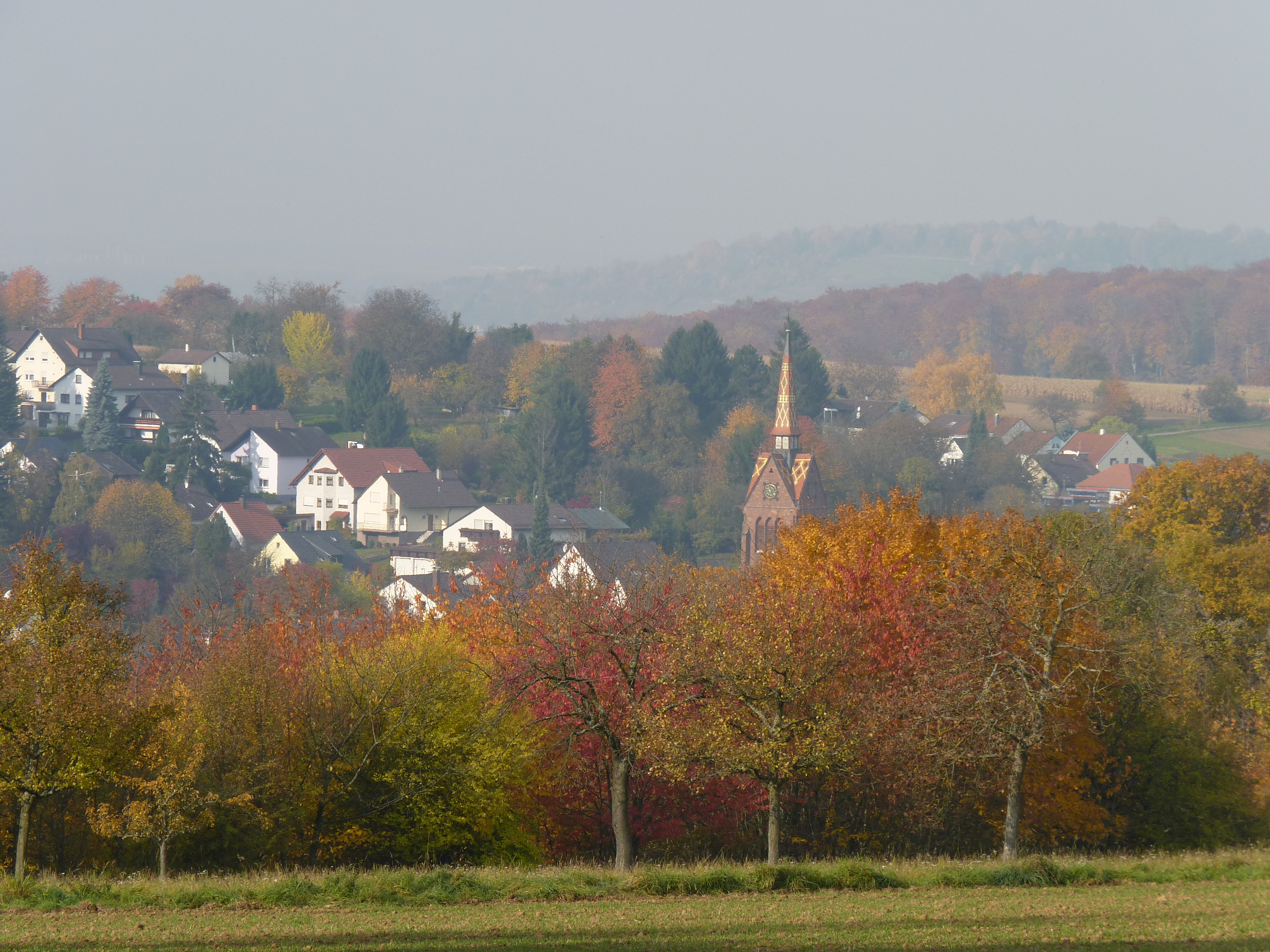
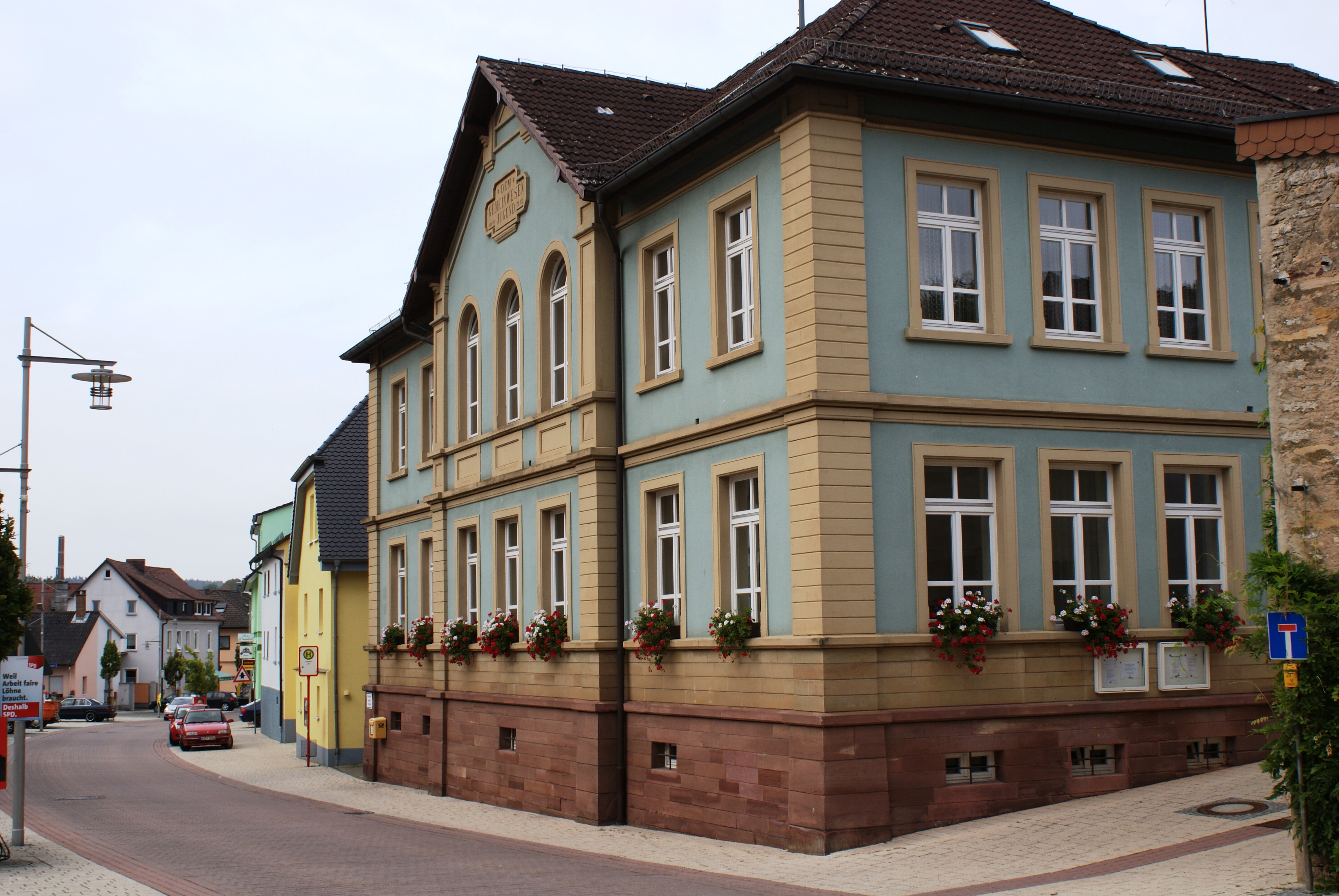